# Генератор группы
Генератор группы (инфинитезимальный оператор) — понятие, используемое в теории групп Ли. Генераторы группы {\displaystyle G} — это элементы, образующие базис её алгебры Ли, или, в общем случае, базис алгебры Ли образа группы {\displaystyle G}.
Генератор является производной операторного (или матричного) представления элемента группы по некоторому параметру представления при нулевом значении всех параметров (предполагается без ограничения общности, что при нулевых значениях параметров оператор, представляющий данный элемент, равен единичному и соответствует единичному элементу группы). Представление произвольного элемента группы, достаточно близкого к единичному элементу, выражается линейным образом через генераторы группы (генераторы — это члены первого порядка в разложении оператора представления в степенной ряд по параметрам). Более того, при определённых слабых предположениях любой элемент группы (его представление) можно выразить через генераторы, поскольку члены второго и более высоких порядков опять-таки выражаются через генераторы. Для определённого класса связных групп Ли любой элемент группы может быть представлен с помощью экспоненциального отображения в виде {\displaystyle \exp(A_{1}\alpha _{1}+\cdots +A_{n}\alpha _{n})}. В частности, такое представление справедливо для односвязных коммутативных групп: свойства группы в этом случае очевидным образом следуют из тождества {\displaystyle \exp(A+B)=\exp(A)\exp(B)} для коммутирующих операторов {\displaystyle A} и {\displaystyle B}. Если генераторы не коммутируют, то экспоненциальное представление для элементов группы, вообще говоря, справедливо только локально в достаточно малой окрестности единицы группы, даже если группа связна.

## Определение понятия
Пусть произвольный элемент группы {\displaystyle G} имеет {\displaystyle s}-параметрическое представление {\displaystyle g(\alpha )=g(\alpha _{1},\dots ,\alpha _{s})} (операторная функция {\displaystyle s} параметров, операторы действуют на некотором векторном пространстве), причём единичному элементу группы соответствует значение операторной функции при нулевых значениях параметров {\displaystyle g(0)} . Тогда генераторами группы являются величины:
{\displaystyle A_{k}=\left.{\frac {\partial g(\alpha _{1},\dots ,\alpha _{s})}{\partial \alpha _{k}}}\right\vert _{\alpha =\,0}}
Тогда произвольный элемент {\displaystyle g(\alpha _{1},\dots ,\alpha _{s})} из рассматриваемой окрестности (где параметры {\displaystyle \alpha _{k}}, естественно, малы) может быть разложен вблизи единичного преобразования с точностью до членов второго порядка малости:
{\displaystyle g(\alpha _{1},\dots ,\alpha _{s})=1+\sum _{k=1}^{s}A_{k}\alpha _{k}+O(\sum _{k,\,j=1}^{s}\alpha _{k}\alpha _{j}),}

## Алгебра Ли. Экспоненциальное отображение
Пусть группа является связной группой Ли — группой преобразований {\displaystyle T(\alpha )}, зависящих от конечного набора параметров так, что любой элемент группы можно соединить с единичным элементом путём, целиком лежащим внутри данной группы. Обозначим {\displaystyle t_{a}} — генераторы группы. Тогда можно показать, что они порождают алгебру Ли с коммутационным соотношением:
{\displaystyle [t_{b},t_{c}]=iC_{bc}^{a}t_{a}},
где {\displaystyle C_{bc}^{a}} — так называемые структурные константы алгебры Ли (также говорят «структурные константы группы»).
Групповой закон умножения имеет вид:
{\displaystyle T(\alpha )T(\beta )=T(f(\alpha ,\beta ))},
где {\displaystyle f} — некоторая функция. Поскольку нулевой вектор параметров принимается в качестве "координат" единичного элемента, то эта функция должна обладать свойствами {\displaystyle f^{a}(\alpha ,0)=f^{a}(0,\alpha )=\alpha ^{a}}. Кроме этого эту функцию можно разложить в степенной ряд:
{\displaystyle f^{a}(\alpha ,\beta )=\alpha ^{a}+\beta ^{a}+f_{bc}^{a}\alpha ^{b}\beta ^{c}+\dots },
причём, слагаемые пропорциональные квадратам параметров нарушили бы указанное выше свойство этой функции, поэтому они отсутствуют в разложении.
Пусть задано представление группы {\displaystyle U(T(\alpha ))}. Его можно в некоторой окрестности нуля по параметрам разложить в виде следующего ряда (мнимую единицу добавляем для применяемого в физике подхода):
{\displaystyle U(T(\alpha ))=1+i\alpha ^{a}t_{a}+1/2\alpha ^{b}\alpha _{c}t_{bc}+\dots },
где {\displaystyle t_{a},t_{bc}} — операторы, не зависяцие от параметров {\displaystyle \alpha }.
В случае унитарности представления {\displaystyle U} операторы {\displaystyle t_{a}} (генераторы группы) являются эрмитовыми. Предполагается, что представление непроективное, то есть обычное и поэтому можно записать:
{\displaystyle U(T(\alpha ))U(T(\beta ))=U(T(f(\alpha ,\beta ))}.
Левая часть этого соотношения равна:
{\displaystyle (1+i\alpha ^{a}t_{a}+1/2\alpha ^{b}\alpha _{c}t_{bc}+\dots )*(1+i\beta ^{a}t_{a}+1/2\beta ^{b}\beta _{c}t_{bc}+\dots )=1+i(\alpha ^{a}+\beta ^{a})t_{a}-\alpha ^{b}\beta _{c}t_{b}t_{c}+\dots }.
Правая же часть может быть представлена следующим образом (используя разложение представления и разложение функции f):
{\displaystyle 1+i(\alpha ^{a}+\beta ^{a}+f_{bc}^{a}\alpha ^{b}\beta _{c}+\dots )t_{a}+1/2(\alpha ^{b}+\beta ^{b}+...)(\alpha ^{c}+\beta ^{c}+\dots )t_{bc}+\dots =1+i(\alpha ^{a}+\beta ^{a})t_{a}+f_{bc}^{a}\alpha ^{b}\beta _{c}t_{a}+\alpha ^{b}\beta _{c}t_{bc}+\dots },
где пропущены несмешанные члены второго порядка в силу очевидного их совпадения с левой частью. Очевидно совпадают и члены первого порядка. Нетривиальным оказываются соотношения для смешанных членов второго порядка. А именно, для равенства левой и правой частей группового условия для представления U необходимо выполнение соотношения:
{\displaystyle t_{bc}=-t_{b}t_{c}-if_{bc}^{a}t_{a}}.
Таким образом, оператор второго порядка для разложения представления группы оказался выраженным через операторы первого порядка — через генераторы группы. Однако, для полной согласованности требуется симметричность оператора {\displaystyle t_{bc}} по индексам. Используя выражение через генераторы требование симметричности означает:
{\displaystyle 0=t_{cb}-t_{bc}=(t_{b}t_{c}-t_{c}t_{b})-i(f_{cb}^{a}-f_{bc}^{a})t_{a}}.
Отсюда получаем выражение для коммутатора генераторов группы:
{\displaystyle [t_{b},t_{c}]=iC_{bc}^{a}t_{a}},
где {\displaystyle C_{bc}^{a}=f_{cb}^{a}-f_{bc}^{a}} — так называемые структурные константы группы.
Такой набор коммутационных соотношений и представляет собой алгебру Ли. Таким образом, генераторы группы порождают алгебру Ли.
Эти коммутационные соотношения являются единственным условием, гарантирующим рекуррентное выражение операторов, появляющихся в разложении представления группы в членах второго и большего порядка. Таким образом, все члены разложения можно будет выразить через генераторы. Это означает, что операторы представления группы по крайней мере в некоторой окрестности единичного элемента можно однозначно выразить через генераторы группы.
В одном частном случае, когда {\displaystyle C_{bc}^{a}=0}, коммутационные соотношения показывают, что генераторы коммутируют попарно: {\displaystyle [t_{b},t_{c}]=0}. Такая группа является абелевой.
Для такой группы возможно выражение операторов представления группы через генераторы
{\displaystyle U(T(\alpha ))=e^{i\alpha ^{a}t_{a}}}.
Такое отображение алгебры Ли в группу Ли называется экспоненциальным отображением.
В такой группе {\displaystyle f(\alpha ,\beta )=\alpha +\beta }; следовательно, {\displaystyle f(\alpha /n,\alpha /n,\dots ,\alpha /n)=\sum _{n}\alpha /n=\alpha }. Следовательно, можно записать следующее групповое соотношение:
{\displaystyle U(T(\alpha ))=U(T(\alpha /n))^{n}};
при достаточно большом {\displaystyle n} можно использовать инфинитезимальное представление в силу малости {\displaystyle \alpha /n}. Получаем
{\displaystyle U(T(\alpha ))=(1+i/n\alpha ^{a}t_{a})^{n}}.
Переходя к пределу по {\displaystyle n}, получим искомое выражение представления группы для произвольных параметров через экспоненту
{\displaystyle U(T(\alpha ))=e^{i\alpha ^{a}t_{a}}}.

## Примеры генераторов
- Мнимая единица — генератор группы U(1).
- Матрицы Паули — генераторы специальной унитарной группы SU(2).
- Матрицы Гелл-Манна — генераторы специальной унитарной группы SU(3).